# Episodi di Die Rosenheim-Cops (terza stagione)
La terza stagione della serie televisiva Die Rosenheim-Cops è stata trasmessa in anteprima in Germania dalla ZDF tra il 27 aprile 2004 e l'8 giugno 2004.
| nº | Titolo originale               | Titolo italiano | Prima TV Germania | Prima TV Italia |
| -- | ------------------------------ | --------------- | ----------------- | --------------- |
| 1  | Tödliches Rendezvous           | inedito         | 27 aprile 2004    | inedito         |
| 2  | Nur die Kuh war Zeuge          | inedito         | 4 maggio 2004     | inedito         |
| 3  | Ein Toter fällt vom Himmel     | inedito         | 11 maggio 2004    | inedito         |
| 4  | Die sündige Sennerin           | inedito         | 18 maggio 2004    | inedito         |
| 5  | Zoff im Kuhstall               | inedito         | 25 maggio 2004    | inedito         |
| 6  | Über den Dächern von Rosenheim | inedito         | 1º giugno 2004    | inedito         |
| 7  | Der verräterische Papagei      | inedito         | 8 giugno 2004     | inedito         |